# Filaret (Gawrin)
Filaret, imię świeckie Dmitrij Wiktorowicz Gawrin (ur. 19 września 1973 w Nowozawidowskim) – rosyjski biskup prawosławny.

## Życiorys
Ukończył studia na wydziale mechaniczno-technologicznym Państwowego Uniwersytetu Technicznego w Twerze w 1996. W tym samym roku podjął pracę w Moskiewskiej Akademii Duchownej i seminarium duchownym w Moskwie. Od 1997 był zastępcą jej ekonoma. Następnie sam podjął naukę w seminarium duchownym w Moskwie i w 2005 uzyskał dyplom końcowy. W 2009 ukończył Kijowską Akademię Duchowną, broniąc dysertację kandydacką poświęconą Kościołowi prawosławnemu na Ukrainie w czasie II wojny światowej. W 2008 został zatrudniony w Akademii jako wykładowca, w katedrze historii Kościoła chrześcijańskiego i prawosławia na Rusi oraz jako zastępca kierownika studiów zaocznych. 21 grudnia 2008 złożył wieczyste śluby mnisze na ręce rektora Akademii, arcybiskupa boryspolskiego Antoniego. Przyjął imię zakonne Filaret na cześć św. Filareta, metropolity moskiewskiego. 2 stycznia 2009 został wyświęcony na hierodiakona, zaś 8 stycznia tego samego roku – na hieromnicha. W tym samym roku otrzymał godność ihumena. Od września 2011 do sierpnia 2012 był asystentem prorektora ds. wychowawczych Kijowskiej Akademii Duchownej i seminarium duchownego w Kijowie.
W sierpniu 2012 przeszedł do pracy duszpasterskiej w eparchii twerskiej. Służył w katedralnym soborze Zmartwychwstania Pańskiego w Twerze. 4 października 2012 został nominowany na biskupa bieżeckiego i wiesiegońskiego. W związku z tym otrzymał w tym samym miesiącu godność archimandryty. Jego chirotonia biskupia odbyła się 25 listopada 2012 w soborze Chrystusa Zbawiciela w Moskwie, z udziałem konsekratorów: patriarchy moskiewskiego i całej Rusi Cyryla, metropolitów astańskiego i kazachstańskiego Aleksandra, sarańskiego i mordowskiego Warsonofiusza, twerskiego i kaszyńskiego Wiktora, władywostockiego i nadmorskiego Beniamina, chabarowskiego i nadamurskiego Ignacego, niżnonowogrodzkiego i arzamaskiego Jerzego, arcybiskupów wieriejskiego Eugeniusza, boryspolskiego Antoniego, biskupów birobidżańskiego i kuldurskiego Józefa, sołniecznogorskiego Sergiusza, ussuryjskiego Innocentego, jużno-sachalińskiego i kurylskiego Tichona, pietropawłowskiego i kamczackiego Artemiusza, anadyrskiego i czukockiego Serafina, jakuckiego i leńskiego Romana, nachodzkiego i prieobrażenskiego Mikołaja, magadańskiego i siniegorskiego Jan, błagowieszczeńskiego i tyndyńskiego Lucjana, arsjeniewskiego i dalniegorskiego Guriasza, nikołajewskiego Arystarcha, bikińskiego Efrema oraz amurskiego i czegdomyńskiego Mikołaja.
25 lipca 2024 r. Święty Synod Rosyjskiego Kościoła Prawosławnego przeniósł go na katedrę skadowską.